# Islas del Egeo
Las islas del Egeo son un numeroso y disperso grupo de unas 5000 islas e islotes situadas en el mar Egeo y del que poco más de 100 están habitadas.
La gran mayoría de estas islas pertenecen a Grecia, y solo unas pocas son parte de Turquía.

## Archipiélagos del Egeo
El conjunto de las islas del Egeo se puede dividir en:
- islas Sarónicas, localizadas en el golfo Sarónico;
- islas Cícladas;
- isla de Eubea;
- islas Espóradas del norte;
- Islas Egeas del Norte;
- archipiélago del Dodecaneso;
- isla de Creta;

### Islas Cícladas

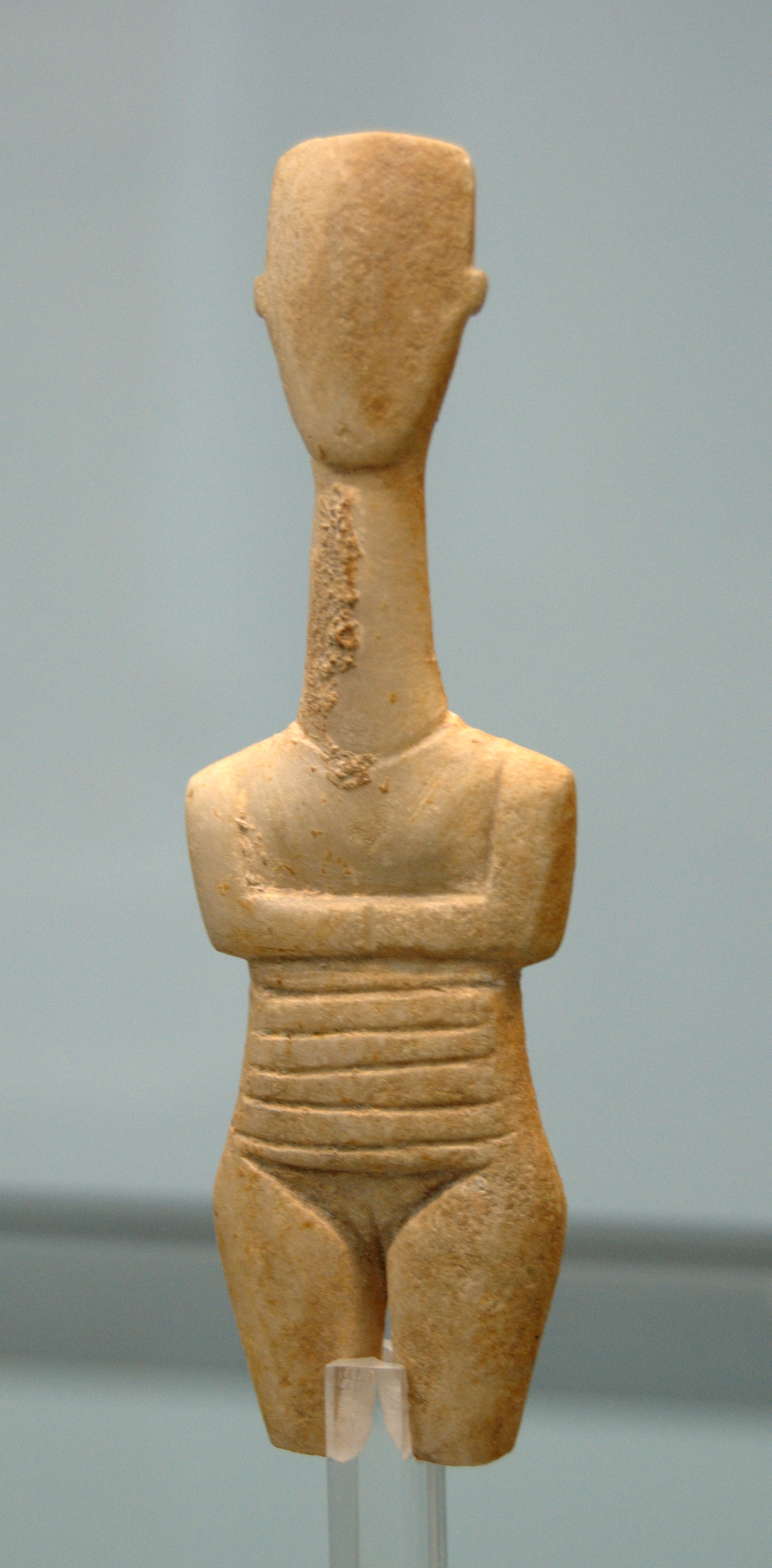
Figurilla cicládica del tercer milenio a. C.. Staatliche Antikensammlungen, Múnich, Alemania.

Las islas Cícladas comprenden unas 220 islas. Deben su nombre a la aparente forma de círculo en torno a la isla de Delos que tiene el archipiélago.
Este archipiélago posee un gran número de islas de importancia histórica, mitológica y turística. En él floreció entre el año 3000 y el 1000 a. C. la denominada civilización Cicládica.
- Naxos, es la mayor. Una tradición situaba en esta isla el lugar en el que Teseo abandonó a Ariadna y donde posteriormente Dioniso se enamoró de ella.
- Íos es la isla donde la tradición situaba la tumba de Homero.
- Santorini, o Thera, es famosa por su cráter volcánico. La erupción que se produjo en el siglo XVII a. C. se ha interpretado como una de las causas del declive de la civilización minoica.
- Miconos es una isla que ha experimentado un mayor auge turístico desde las décadas de 1980 y 1990.
- Delos es una isla sagrada que la tradición sitúa como el lugar de nacimiento de los dioses Apolo y Artemisa.
- Paros es una isla cuyo mármol era famoso en la antigüedad. Con mármol de Paros están realizadas estatuas célebres como la Venus de Milo y la Victoria de Samotracia.
- Milo es la isla donde fue encontrada una famosa estatua de Afrodita o Venus llamada por ello Venus de Milo.
- Siros es la isla donde se encuentra la capital administrativa de las Cícladas, en la ciudad de Ermoupoli.
- Sifnos era famosa por la riqueza de su subsuelo. Los habitantes de esta isla erigieron un rico monumento en Delfos en el siglo VI a. C..

- Otras islas que se encuentran entre las de mayor tamaño de este archipiélago son Andros, Tinos, Amorgos y Serifos.

### Isla de Creta
Es la mayor de las islas del Egeo y cuna de la civilización minoica que tuvo su esplendor y dominó el Mediterráneo oriental durante gran parte de la Edad de Bronce. Su capital es Heraklion. Se han hallado importantes restos arqueológicos de la edad de bronce en numerosos lugares de la isla, principalmente en Cnosos, Gortina, La Canea y Festos.

### Archipiélago del Dodecaneso

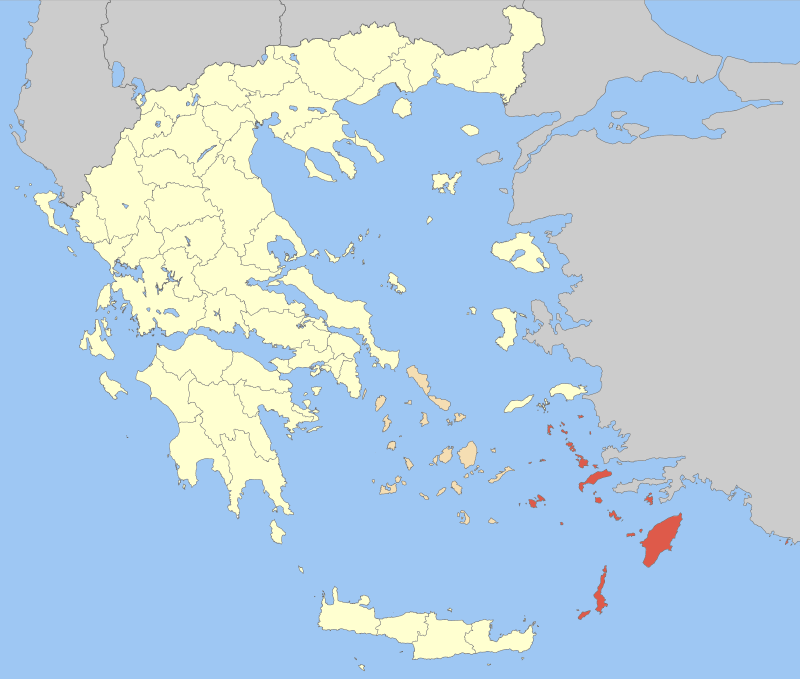
Situación del Dodecaneso.

Su significado es doce islas, pero el archipiélago se compone de muchas más. Las doce principales son Rodas, Kárpatos, Cos, Nísiros, Tilos, Kálimnos, Symi, Patmos, Astipalea, Kasos, Leros y Kastelorizo.
Rodas es la capital y la isla de mayor relevancia tanto en mitología como arte e historia.

### Islas Espóradas del norte
Destacan cuatro islas principales en este archipiélago: Esciro, Skíathos, Skópelos y Alonissos. La primera pertenece a la prefectura de Eubea. Las demás, a la de Magnesia.

### Isla de Eubea
Su nombre significa rica en ganado.
Por su tamaño, es la segunda isla griega, después de Creta. Se trata de una isla larga, estrecha y montañosa. Está separada de Grecia continental por el canal Evvoikos (estrecho de Euripo). Al menos desde el año 411 a. C. ha estado unida al continente por un puente próximo a la ciudad de Calcis.

### Islas Egeas del Norte

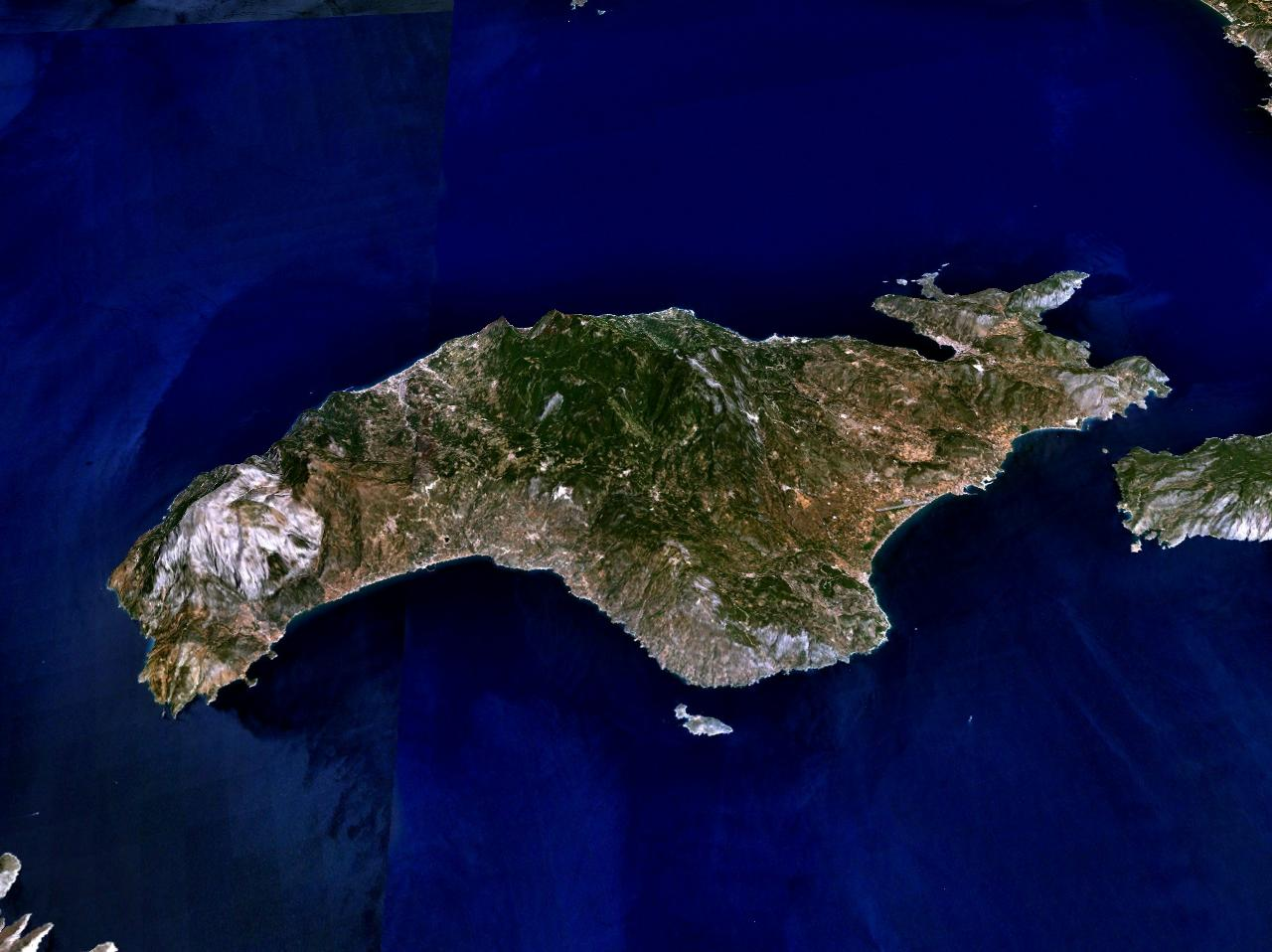
Vista de satélite de Samos

Las islas del golfo Sarónico

Se suelen agrupar bajo esta denominación a un grupo de islas cercanas a la costa de Anatolia que no forman un archipiélago por sí solas. En algunas fuentes se denominan Espóradas meridionales a las islas más meridionales de este grupo y a las más septentrionales del Dodecaneso.
- Samos es la isla donde tradicionalmente se sitúa el nacimiento de la diosa Hera.
- Quíos es uno de los lugares que se disputaban el honor de ser el lugar de nacimiento de Homero.
- Lesbos es célebre por ser el lugar de nacimiento de la poetisa Safo, datada entre 610 y 580 a. C.
- Lemnos era considerada como el lugar en el que el dios Hefesto tenía su fragua.
- Imbros (en turco, Gökçeada) y Ténedos (en turco, Bozcaada) son algunas de las islas del Egeo que pertenecen a Turquía.
- Samotracia fue una enigmática isla a causa de la celebración en ella de los misterios de Samotracia.
- Tasos está situada próxima a la costa de Tracia. En la antigüedad era disputada por sus yacimientos minerales. Tuvo un puerto muy relevante en la época romana.

### Islas Sarónicas
Están muy próximas a Atenas. De ellas, Egina y Salamina son las mayores. Egina llegó a ser rival de Atenas en la época de Grecia clásica. Salamina es considerada por la tradición como la patria de Áyax el Grande, héroe que combatió en la guerra de Troya.

## Las islas del Egeo en las epopeyas de la antigua Grecia

### Catálogo de naves
Algunas de las islas del Egeo son mencionadas en el catálogo de naves de la Ilíada como parte de los ejércitos pertenecientes a la coalición de los aqueos contra Troya.
Entre las citadas se encuentran Creta, gran parte de las islas del Dodecaneso (Rodas, Sime, Nísiros, Kárpatos, Cos, las islas Calidnas), las del golfo Sarónico y Eubea. Sin embargo, en el catálogo de naves se ignoran las Cícladas y las islas del norte y este del Egeo. 

### Lugares del nacimiento de losdioses olímpicos
La mitología griega suele situar el nacimiento de algunos de los dioses olímpicos en las islas del Egeo:
| Dioses  | Lugar de nacimiento                   |
| ------- | ------------------------------------- |
| Zeus    | Creta (en el monte Dicte o en el Ida) |
| Hera    | Samos                                 |
| Apolo   | Delos                                 |
| Ártemis | Delos                                 |

Además, Hefesto, Poseidón y Dioniso aparecen fuertemente asociados con las islas de Lemnos, Rodas y Naxos, respectivamente. 

### Viaje de los argonautas
Durante la expedición de los argonautas en busca del vellocino de oro, los argonautas tuvieron que atravesar el mar Egeo. En su trayecto, estuvieron en la isla de Lemnos, que encontraron habitada solo por mujeres, pues éstas habían matado a todos los hombres. Los argonautas permanecieron en Lemnos durante un tiempo que se unieron con las lemnias y tuvieron numerosa descendencia.
Según algunas fuentes, los argonautas también estuvieron en la isla de Samotracia donde, a instancias de Orfeo, se iniciaron en sus misterios.

### Mitología de Creta
La mitología griega recoge un gran conjunto de leyendas relativas a la isla de Creta que se centran en las relaciones entre Atenas y Creta, donde reinaba el legendario Minos. El héroe ateniense Teseo logró matar al Minotauro en el laberinto de Creta y en su huida con la hija del rey, Ariadna, desembarcó en una isla donde dejó a Ariadna. Las tradiciones difieren sobre si la isla mencionada era Naxos, en las Cícladas; o Día, situada muy próxima a la costa de Creta. 